# 496 a.C.
Il 496 a.C. (CDXCVI a.C. in numeri romani) è un anno  del V secolo a.C.

## Eventi
- Roma:
  - Consoli romani: Aulo Postumio Albo Regillense, Tito Verginio Tricosto Celiomontano
  - Nella battaglia del lago Regillo i Romani sconfiggono le forze congiunte della Lega Latina.
  - Viene consacrato il Tempio della Fortuna Muliebre

## Nati
- Anassagora, filosofo greco antico
- Sofocle, drammaturgo greco antico († 406 a.C.)

## Morti
- Aristagora, greco antico
- Daurise, generale persiano (n. 522 a.C.)
- Tito Erminio Aquilino, politico e militare romano
- Ottavio Mamilio, militare e nobile latino
- Sun Tzu, generale e filosofo cinese (n. 544 a.C.)